# Берендьовичі
Берендьовичі (пол. Berendowice) — колишнє село на Закерзонні, нині — західна частина села Аксманич в Польщі, (Підкарпатське воєводство, Перемишльський повіт, гміна Фредрополь), у межах етнічної української території Надсяння.  

## Назва
Первинна назва села — Берендейовичі — правдоподібно походить з XIII століття, коли на західних окраїнах тодішньої Київської Русі поселяли полонених із кочового племені Берендеїв. За народним переказом відомо, що частина населення Берендьович походила від татар. Про це свідчить переказ, а також прізвище Курган, яке мало декілька родин у селі.

## Розташування
Село лежить у долині річки Залісся, серед лісів, що тягнуться аж до Бескидів, на захід від Аксманич. Більшість будинків — на правому березі річки, деякі на схилі Лисої гори. 

## Історія
Перша згадка про Берендьовичі походить із 1483 року, коли вони належали Феліксові з Германовичів. Наступним власником села був Петро з Горохович. На зламі XVI і XVII ст. село стало власністю Дрогойовських і входило в склад Риботицького ключа. У 1605 році після смерті Томаша Дрогойовського, який втягнувся в приватну війну зі Станіславом Стадницьким, село потрапило у власність вдови Ядвіги (до шлюбу Гербут). Згодом за несплачені борги Берендьовичі, Аксманичі і Сілець силою зайняла Катерина Бжесьцянська. 
У 80-х рр. XIX ст. село належало графові Олександру Круковецькому, який, крім цього, мав 95 моргів поля, 25 моргів городів та лук, 41 моргів пасовищ та 386 моргів лісу. До індивідуальних селян разом належало 110 моргів ріллі, 20 моргів лук і городів, 7 моргів пасовищ та 8 моргів лісів.
Після Другої світової війни під час виселення в Україну люди шукали різних способів, щоб залишитися на місці. Переселено тільки частину родин, значна більшість таки залишилася в селі. Однак примусове переселення під час акції «Вісла» охопило всіх мешканців. На місці не залишилося ні однієї родини. Сталося це 28 квітня 1947 року. 
Під час боїв загонів Війська Польського із партизанами УПА солдати називали це село Бандеровичі (від прізвища провідника українських націоналістів Степана Бандери). Завдяки вигідному розташуванню серед лісів, можливістю візуально контролювати ситуацію в сусідніх селах, тут часто переховувались як окремі повстанці, так і невеликі загони.

## Церква
У селі була давня дерев’яна греко-католицька церква Успіння Пр. Богородиці, збудована в XVI ст. До депортації українців була філіяльною церквою, яка належала до парафії Клоковичі Нижанківського деканату Перемишльської єпархії.

## Населення
У 1785 році в селі було 100 греко-католиків. Не було поляків і євреїв. 
У 1880 році вже проживало тут 142 жителів, а з них 132 греко-католиків, 2 римо-католиків та 8 євреїв. 
У 1921 році Берендьовичі нараховували 37 хат і 195 жителів, серед них 188 греко-католиків, 3 римо-католики та 4 євреї. 
У 1938 році там проживало 280 греко-католиків.